# Atabal (banda)
'Atabal PR' es un grupo musical afro-puertorriqueño/ Afro Puerto Rican music band  percusión afrodescendiente y latina. La agrupación se fundó en 1983 como un cuarteto de percusión y voces, pero ha evolucionado hasta convertirse en una orquesta de bomba y plena que continúa activa. Hoy día, ya contando con 40 años, los barriles y panderos mantienen el toque auténtico a la bomba y plena – pero el brass, el bajo y el piano redondean el sonido y le permiten a Atabal abordar la música afrocaribeña con otras perspectivas…pero manteniendo la percusión como eje principal. 
Musicalmente hablando, Atabal se describe como la influencia directa de África en el Caribe y los ritmos que ejecuta son plena y bomba puertorriqueñacon influencias del dancehall, jazz y vallenato entre otros géneros conocidos. Los tambores son el elemento musical principal de la banda, puesto en primer plano en todos sus trabajos y grabaciones. A través de los años han integrado otros instrumentos como el cuatro puertorriqueño, la guitarra, el bajo,el piano, la trompeta, lossaxofónes alto y barítono . Además, la introducción de voces en armonía que rompen, frecuentemente, el modo tradicional de los cantos, hace que algunos críticos definen su sonido como tradicional y moderno al mismo tiempo. Atabal, en sus primeras grabaciones también tiene temas cantados a cappella y canciones del Caribe y Brasil .
El sencillo más reciente de Atabal es una bomba holandé Pa Ti Hector Atabal” que fue lanzado en YouTube en octubre de 2023. La música ya está en las más conocidas plataformas digitales. La letra y música del coro es de Andy Montañez y sirvió de base para que Caymmi Rodriguez y David Marrero le desarrollaran letra y música.  Este nuevo sencillo será parte de Atabal que se espera lanzar en el 2024 . noviembre. Caymmi Rodríguez, hijo de Héctor Rodríguez "Atabal" (fallecido en el 2020) se ha hecho cargo de la agrupación musicalmente desde 2016.

## Discografía
Lo más reciente - sencillos- 2018  Bajamos Duro (plena), Yo soy Atabal (bomba)  2016 Hasta Que Amanezca y 2014 Me dirás que sí. 2018 - EP -Yo Soy Atabal 
En octubre de 2011 Atabal de Puerto Rico presentó un exitoso CD producido en conjunto con su amigo Andy Montañez- " Soneros en la Plena" tuvo la participación de grandes salseros como Luisito Carrión, Tito Rojas (el gallo), Wichi Camacho, Hermán Olivera, Víctor Manuelle y Andy Montañez. También participó Jerry Medina y los cantantes jóvenes Juan Pablo Díaz y Caymmi Rodríguez. En este CD se da la peculiaridad de incluir a los raperos Vico C y Julio Volteo.  La discografía de Atabal de Puerto Rico incluye : "Del Caribe al Brasil",1986; "Voces y tambores", 1991; "Música morena",1993, y "Con el ritmo del Caribe" 2001 dedicado a la memoria de Edwin Reyes, poeta puertorriqueño. En 2006 reeditaron su primer disco, "Del Caribe al Brasil", añadiendo nuevos temas. En el 2008 lanzaron un disco de Navidad con Andy Montañez titulado " Junte Doble A en la Navidad con Andy y Atabal".La agrupación ha participado en otras grabaciones como "Yo Protesto - Roy Brown y sus amigos" 2005 , " Antología de la música puertorriqueña "(Putumayo World Music) 1999, " Encuentro de Tambores" - Grupo Los Papines 1997 y " Aguinaldo Mayor" CD navideño 1994.  
Durante los pasados 40 años, Atabal ha viajado a través de Europa, América Central y del Sur, de Europa y de los Estados Unidos. También ha participado en conciertos con El Gran Combo, Los Papines, Andy Montañez, Giovanni Hidalgo, Un solo pueblo, Tata Güines, Franco de Vita, José José y otros más.